# Heliotropium diversifolium
Heliotropium diversifolium är en strävbladig växtart som beskrevs av Ferdinand von Mueller och George Bentham. Heliotropium diversifolium ingår i Heliotropsläktet som ingår i familjen strävbladiga växter. Inga underarter finns listade i Catalogue of Life.